# Pierre Thevenin
Pierre Thévenin était un architecte de golf français, urbanisme SFU, ingénierie ESTP (École spéciale des travaux publics, du bâtiment et de l'industrie). Il était membre de l'Association française des architectes de golf et de l'European Institute of Golf Course Architects (EIGCA). Il 
Ses parcours les plus connus sont les suivants :
- golf d'Ilbarritz, 9 trous, 1988 [3],[4];
- golf de Seignosse, 18 trous, architecte associé avec Robert von Hagge, 1989,  ;
- Golf national, 18 trous, membre de l'équipe d'architectes, 1990[5] ;
- golf de Trousse-Chemise, 9 trous, 1990 ;
- golf de Pinsolle-Soustons, 9 trous, 1991[6];
- golf de la Cité Verte, 9 trous, 1993 ;
- golf de Chiberta l'Impératrice, 9 trous, 2002 ;
- golf de Port Bourgenay, 18 trous, 1990 et 2004.

En 2000, il décroche les contrats des golfs de Lanton et Saint-Paul-lès-Dax.